# 托马斯·希克斯 (雪车运动员)
托马斯·希克斯（英語：Thomas Hicks，1918年6月1日—1992年7月14日），生于纽约州，美国男子雪车运动员。他曾代表美国参加1948年冬季奥林匹克运动会雪车比赛，获得男子四人铜牌。